# Jasan ztepilý v Horní Bělé
Jasan ztepilý je památný strom v osadě Brod na jih od Horní Bělé. Jasan ztepilý (Fraxinus excelsior L.) roste v nadmořské výšce 450 m jako solitér na volném prostranství mezi zástavbou. Strom je mohutný s doširoka rozložitou korunou, v lokalitě dominantní, jeden z největších exemplářů v Plzeňském kraji. Stoletý jasan dosahuje výšky 30 m, výška koruny je 10, šířka koruny 18 m, obvod kmene 440 cm (měřeno 2012). Strom je chráněn od 25. srpna 2012 jako krajinná dominanta.